# アンナ・ヒュブラー
アンナ・ヒュブラー（Anna Hübler、1885年1月2日 - 1976年7月5日）は、ドイツ出身のフィギュアスケート選手。1908年ロンドンオリンピックペア金メダリスト。1908年、1910年世界フィギュアスケート選手権ペアチャンピオン。パートナーはハインリヒ・ブルガー。

## 経歴
- 1908年、1910年世界フィギュアスケート選手権優勝。
- 1908年ロンドンオリンピックで金メダルを獲得。
- 引退後は、歌手、女優として活躍。
- 1976年、死去。

## 主な戦績
| 大会/年      | 1906-07 | 1907-08 | 1908-09 | 1909-10 |
| ------------ | ------- | ------- | ------- | ------- |
| オリンピック |         | 1       |         |         |
| 世界選手権   |         | 1       |         | 1       |
| ドイツ選手権 | 1       |         | 1       |         |